# Georgiuskerk (Terborg)
De Georgiuskerk is een rooms-katholieke kerk in de Nederlandse plaats Terborg.
Op de locatie van de kerk verrees in 1842 een waterstaatskerk. Hieraan werd in 1877 een toren toegevoegd, naar ontwerp van Alfred Tepe. Deze toren bestaat uit vier geledingen met hierin onder andere spitsboogvensters en galmgaten in verwerkt. Bovenop wordt de toren bekroond met een ingenoerde naaldspits. De toren staat aan de straatzijde, in het verlengde van de oostelijke beuk. Het driebeukige schip is in de jaren 1913 en 1914 gebouwd naar ontwerp van Jan Stuyt.
De kerk kreeg als patroonheilige Joris en is op 29 september geconsacreerd door de aartsbisschop van Utrecht, Henricus van de Wetering. In de raampartijen van de zij- en achtergevels is glas in lood verwerkt. 
De kerk is aangewezen als gemeentelijk monument.
In 2018 werd de kerk verkocht en verbouwd tot evenementenruimte. Aan de achterzijde is een terras aangelegd met uitzicht op de Paasberg.